# Sportpalast Minsk
Der Sportpalast Minsk (belarussisch Мінскі палац спорту) ist eine Mehrzweckhalle in der belarussischen Hauptstadt Minsk. Die Arena am Ufer des Flusses Swislatsch wird hauptsächlich als Eissporthalle genutzt und war von 1966 bis 2001 Austragungsort der Heimspiele des Eishockeyclubs Tiwali Minsk.

## Geschichte
Der Sportpalast Minsk wurde nach dreijähriger Bauzeit 1966 eröffnet wurde. Der Eishockeyverein HK Dinamo Minsk aus der Kontinentalen Hockey-Liga (KHL) trug ab seiner Gründung 2004 seine Heimspiele in der Halle aus. Im Januar 2010 zog Dinamo in die neugebaute Minsk-Arena um, welche mit einer Kapazität von 15.000 Zuschauern mehr als vier Mal so groß ist.
Die große Halle ist für 22 Sportarten wie u. a. Eishockey, Hallenhockey, Eiskunstlauf, Curling, Tanzsport und Gesellschaftstanz, Handball, Basketball, Volleyball, Ringen, Tennis, Tischtennis, Boxen oder Turnen ausgestattet. Des Weiteren finden auch Konzerte in der Sportarena statt.
Neben der kleinen Eishalle befindet sich die mobile, überdachte Eisbahn für öffentliches Eislaufen. Sie ist von Oktober bis April geöffnet. Um die Eisbahn sind Essens- und Getränkestände verteilt. Es können Schlittschuhe geliehen werden.
2019 fanden die Wettkämpfe der Europaspiele im Sambo und Ringen im Sportpalast statt.

## Galerie

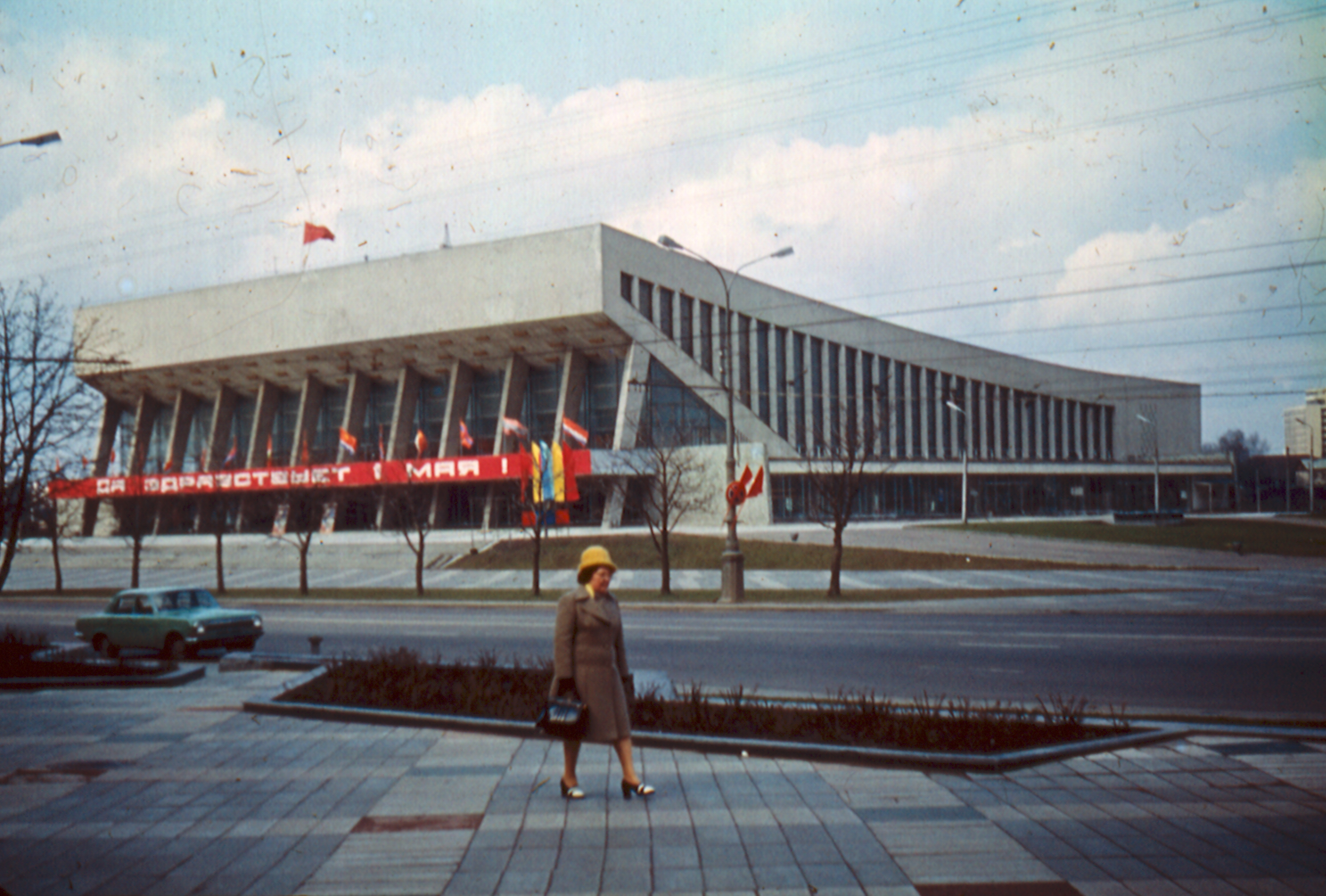
Sportpalast Minsk (1981)
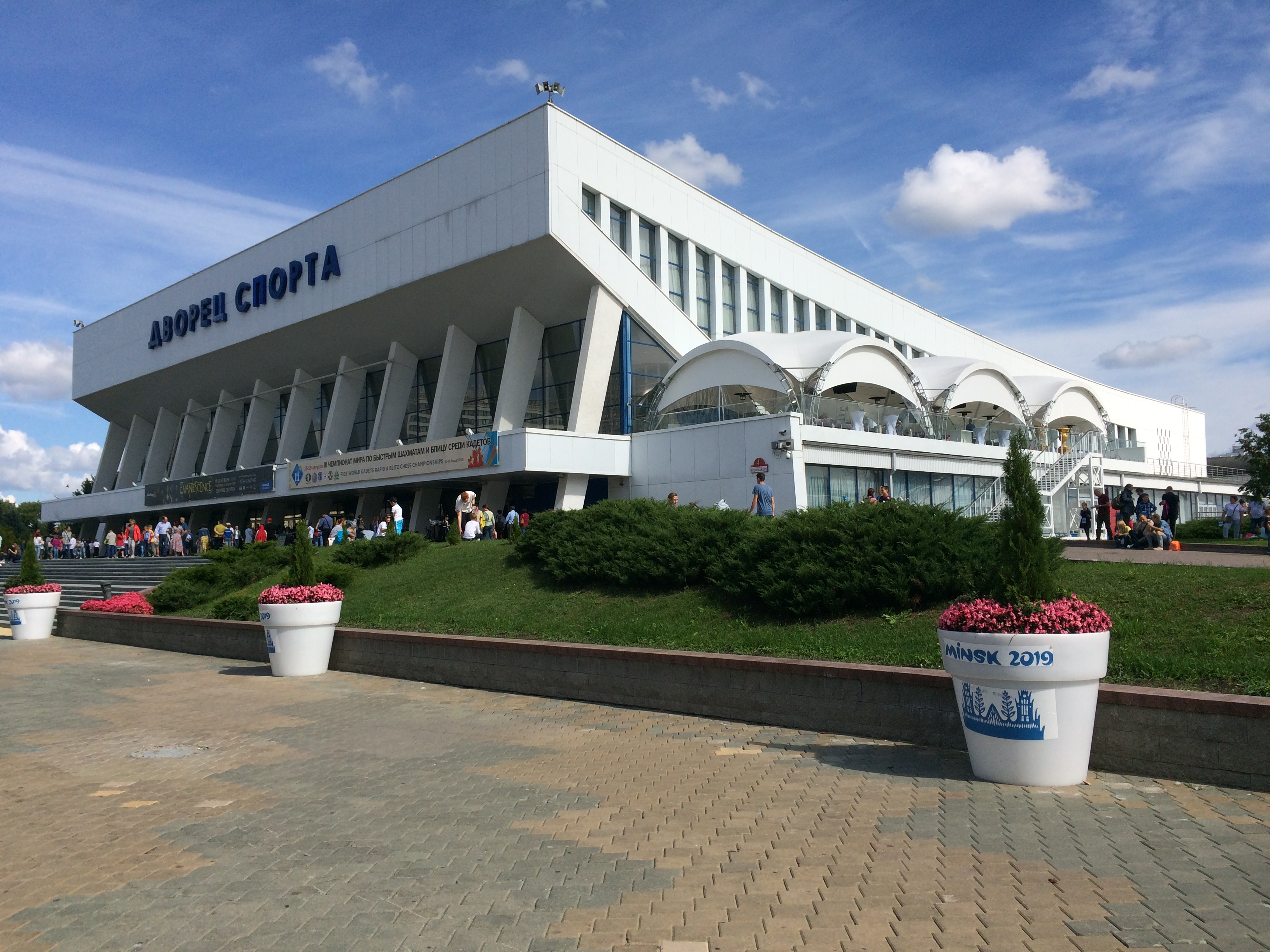
Der Sportpalast im August 2019
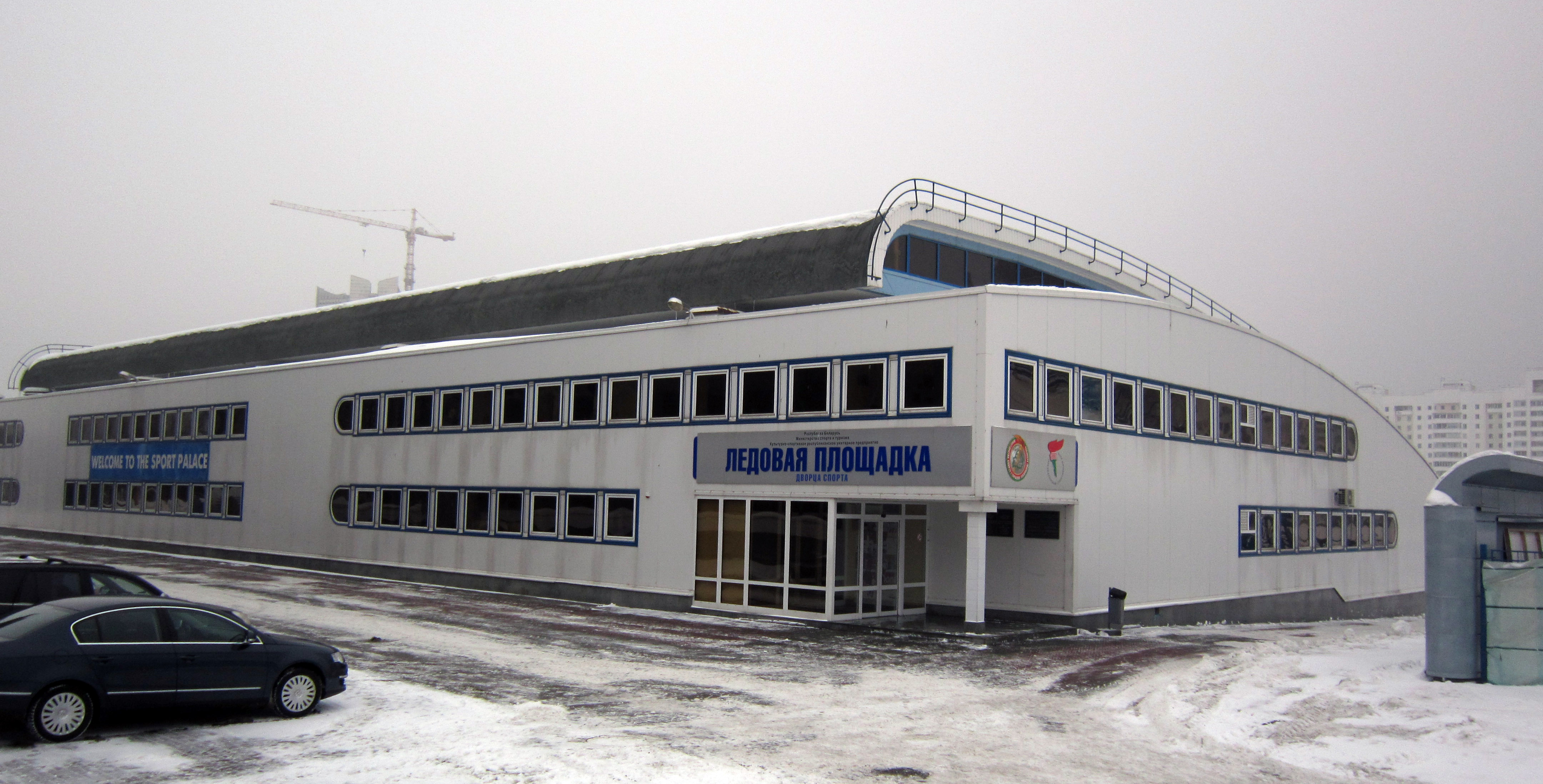
Die kleine Eishalle von 1999 mit einer Eisfläche mit den Maßen 61 × 30 m und 300 Plätzen. Sie wird für das Eishockey- und Eiskunstlauftraining genutzt.